# 长齿蔗茅
长齿蔗茅（学名：Erianthus longesetosus）为禾本科蔗茅属下的一个种。

## 扩展阅读
- 維基物種上的相關：长齿蔗茅